# Dilmo Franco de Campos

Bischofswappen von Dilmo Franco de Campos

Dilmo Franco de Campos (* 15. März 1972 in Formosa, Goiás; † 1. August 2024 in Anápolis) war ein brasilianischer Geistlicher und römisch-katholischer Weihbischof in Anápolis.

## Leben
Dilmo Franco de Campos studierte am Priesterseminar des Erzbistums Brasilia. Er wurde am 30. November 1996 zum Diakon geweiht und empfing am 10. Januar 1998 das Sakrament der Priesterweihe für das Bistum Formosa.
Nach Vertretungsdiensten in zwei Pfarreien war er von 1999 bis 2002 und erneut von 2008 bis 2015 Dompfarrer an der Kathedrale des Bistums Formosa. Von 2003 bis 2005 studierte er in Rom Moraltheologie und erwarb das Lizenziat an der Päpstlichen Universität Gregoriana. Anschließend war er vorübergehend in der brasilianischen Gemeinde in London tätig. Im Bistum Formosa koordinierte er die theologischen Studien für Laien und gehörte dem Priesterrat sowie dem Konsultorenkollegium des Bistums an. Er war zudem für die Familienpastoral verantwortlich und als Diözesanökonom tätig. Bis zu seiner Ernennung zum Weihbischof war er Regens des Priesterseminars des Erzbistums Goiânia, an dem er bereits von 2006 bis 2007 tätig war.
Am 27. November 2019 ernannte ihn Papst Franziskus zum Titularbischof von Ita und zum Weihbischof in Anápolis. Der Bischof von Anápolis, Jan Kazimierz Wilk OFMConv, spendete ihm am 25. Januar 2020 in der Kathedrale von Formosa die Bischofsweihe; Mitkonsekratoren waren der Bischof von Formosa, Adair José Guimarães, und der Bischof von Luziânia, Waldemar Passini Dalbello.
Er starb am 1. August 2024 im Alter von 52 Jahren an einem Herzinfarkt, nachdem er drei Tage zuvor mit einer Aortendissektion in das Ânima Centro Hospitalar in Anápolis eingeliefert worden war.